# Józef Marian Baworowski
Józef Marian Maciej Baworowski hrabia herbu Prus II (urodzony 2 listopada 1822 w Kopyczyńcach, zmarł 21 lipca 1885 tamże) – ziemianin, konserwatysta, członek Izby Panów w austriackiej Radzie Państwa.

## Życie
Syn Adama Jana (1782-1852) i Emilii z Lewickich (1800-1885). Właściciel rozległych dóbr ziemskich we wschodniej Galicji. Od 23 stycznia 1878 I pierwszy ordynat i założyciel ordynacji z dóbr Niżbork-Czabarówka w pow. husiatyńskim, właściciel Kopyczyńców i Kotówki w pow. husiatyńskim, Borków Wielkich, Chodaczkowa Małego, Dyczkowa z Konstantynówką i Krasówką w pow. tarnopolskim. Od 30 kwietnia 1850 c. k. szambelan na dworze cesarza Franciszka Józefa I, od 26 lutego 1856 honorowy kawaler maltański.
Członek dziedziczny Izby Panów w austriackiej Radzie Panów (od 7 października 1879 do 21 lipca 1885).

## Stosunki rodzinne
Ożenił się 2 czerwca 1863 w Wiedniu z Franciszką Dominiką zu Hardegg auf Glatz und im Marchlande (1844-1924). Miał z nią synów Emila, Rudolfa, Franciszkę (ur. 1867, od 1888 żonę Witolda hr. Ostrowskiego), Marię (ur. 1869, od 1895 żonę Włodzimierza hr. Mittrowsky), Zofię (ur. 1880, od 1899 żonę Karola hr. Haugwitz).

## Odznaczony
Komandor papieskiego orderu Piusa IX (19 listopada 1870), kawaler austriackiego orderu Żelaznej Korony 3. klasy (2 listopada 1851)